# Nova Canaã do Norte
Nova Canaã do Norte est une municipalité brésilienne située dans l'État du Mato Grosso.